# Acroclita anelpista
Acroclita anelpista is een vlinder uit de familie bladrollers (Tortricidae). De wetenschappelijke naam is voor het eerst geldig gepubliceerd in 1976 door Diakonoff & Wolff.
De soort komt voor in Europa.